# IBSF 세계 선수권 대회 (봅슬레이 및 스켈레톤)
IBSF 세계 선수권 대회(IBSF World Championships)은 국제 봅슬레이 스켈레톤 연맹(IBSF)이 주관하는 세계 봅슬레이 및 스켈레톤 대회이다. 동계 올림픽 개최 연도를 제외한 매년 열리며, 첫 대회는 1930년에 개최되었다. 최초에 남자 4인 봅슬레이 경기만으로 시작되었던 것이 1931년에는 남자 2인 봅슬레이 경기가 추가되었으며, 1982년에는 남자 스켈레톤 챔피언십이 봅슬레이 챔피언십과 개별적으로 시작되었다. 여자 봅슬레이 및 스켈레톤 대회는 2000년부터 신설되었으며, 이후 2004년부터는 남자 봅슬레이 대회와 통합되었다. 2007년 대회부터는 혼성 봅슬레이 및 스켈레톤 경기가 추가되었다.

## 역대 메달 순위
(2009년 3월 1일 기준)
| 순위 | 국가                     | 금 | 은 | 동 | 합계 |
| 1    | 스위스                   | 39 | 34 | 32 | 105  |
| 2    | 독일 (1930-39, 1991부터) | 39 | 23 | 23 | 85   |
| 3    | 미국                     | 7  | 17 | 28 | 52   |
| 4    | 이탈리아                 | 18 | 18 | 6  | 42   |
| 5    | 서독 (1951-90)           | 11 | 13 | 12 | 36   |
| 6    | 오스트리아               | 6  | 11 | 14 | 31   |
| 7    | 동독 (1951-90)           | 8  | 9  | 8  | 25   |
| 8    | 캐나다                   | 9  | 9  | 6  | 24   |
| 9    | 영국                     | 6  | 6  | 3  | 15   |
| 10   | 루마니아                 | 2  | 2  | 2  | 6    |
| 11   | 러시아 (1992부터)        | 0  | 3  | 3  | 6    |
| 12   | 프랑스                   | 1  | 0  | 4  | 5    |
| 13   | 벨기에                   | 1  | 1  | 1  | 3    |
| 14   | 체코슬로바키아 (1930-92) | 0  | 2  | 0  | 2    |
| 15   | 스웨덴                   | 0  | 0  | 2  | 2    |
| 16   | 소련 (1930-91)           | 0  | 0  | 2  | 2    |
| 17   | 뉴질랜드                 | 1  | 0  | 0  | 1    |
| 18   | 스페인                   | 0  | 0  | 1  | 1    |
| 19   | 라트비아                 | 0  | 0  | 1  | 1    |

## 참고 자료
- (영어) 2-Man bobsleigh World Champions
- (영어) 2-Woman bobsleigh World Champions
- (영어) 4-Man bobsleigh World Champions[깨진 링크(과거 내용 찾기)]
- (영어) Men's skeleton World Champions
- (영어) Mixed bobsleigh/skeleton World Champions
- (영어) Women's skeleton World Champions